# Sonata pentru pian nr. 7 (Mozart)

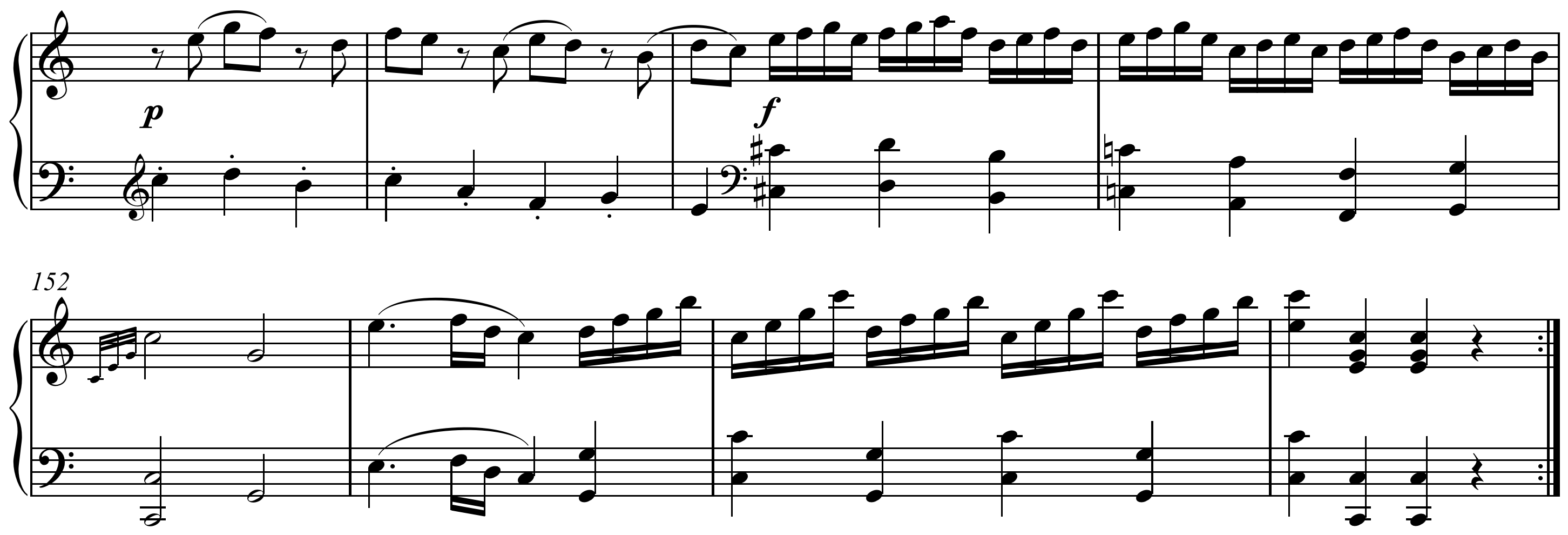
Coda din sonata în C Major K 309, I, mm. 148-155.

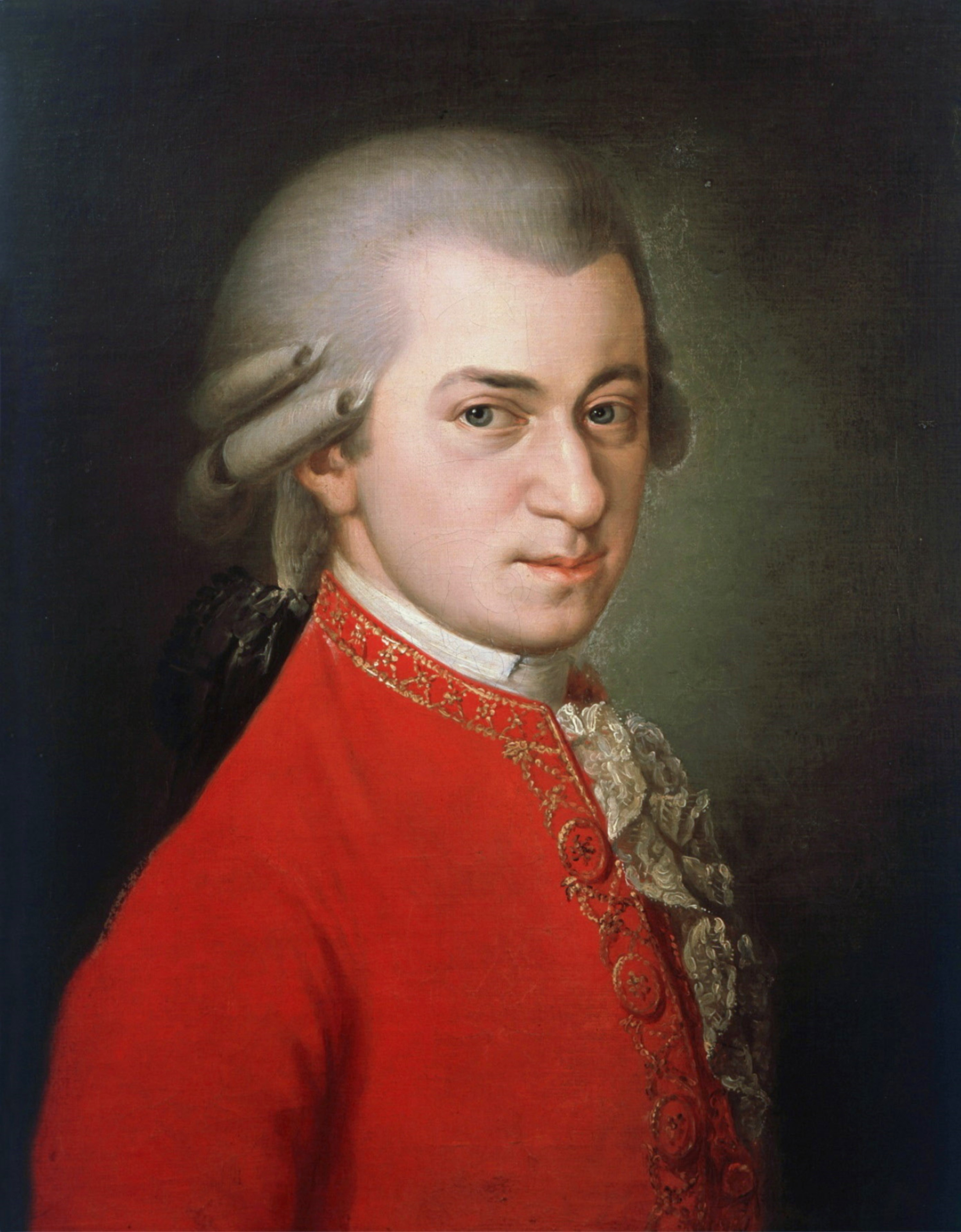
W. A. Mozart

Sonata pentru pian nr 7 în Do major, KV 309 (284b) a lui Wolfgang Amadeus Mozart (1777) este o sonată de pian în trei mișcări:
1. Allegro con Spirito
2. Andante un Poco adagio
3. Rondo (Allegretto Grazioso)

Un spectacol tipic durează aproximativ 16 minute.
Lucrarea a fost compusă în timpul unei călătorii la Mannheim și Paris, în 1777-1778. Mișcarea Andante este un "portret muzical" pentru Rose Cannabich (elevul său).  La revizuirea unei copii a manuscrisului, tatăl lui Mozart - Leopold a scris că a fost "o compoziție ciudată". 